# Bel-Ami
Bel-Ami is een roman uit 1885 van de Franse auteur Guy de Maupassant. De roman verhaalt hoe een corrupte journalist, Georges Duroy, zich omhoog werkt in de Parijse samenleving door invloedrijke vrouwen te verleiden en te manipuleren. 
Het boek is tweemaal in het Nederlands vertaald: een vertaling onder de oorspronkelijke naam Bel-Ami van Margot Bakker, en een vertaling onder de naam Adonis door Hans van Cuijlenborg. 
Het boek is meermaals verfilmd.